# Derocheilocaris
Derocheilocaris is een geslacht van kreeftachtigen uit de klasse van de Ichthyostraca.

## Soorten
- Derocheilocaris angolensis Hessler, 1972
- Derocheilocaris delamarei Hessler, 1972
- Derocheilocaris hessleri Friauf & Bennett, 1974
- Derocheilocaris ingens Hessler, 1969
- Derocheilocaris katesae Noodt, 1954
- Derocheilocaris remanei Delamare-Deboutteville & Chappuis, 1951
- Derocheilocaris tehiyae Masry & Por, 1970
- Derocheilocaris typica Pennak & Zinn, 1943